# Charles Lévêque
Charles Isidore Hubert Lévêque (Parijs, 30 mei 1821 - Romainville, 4 maart 1889) was een Franse glazenier.

## Biografie

### Afstamming, huwelijk en opleiding

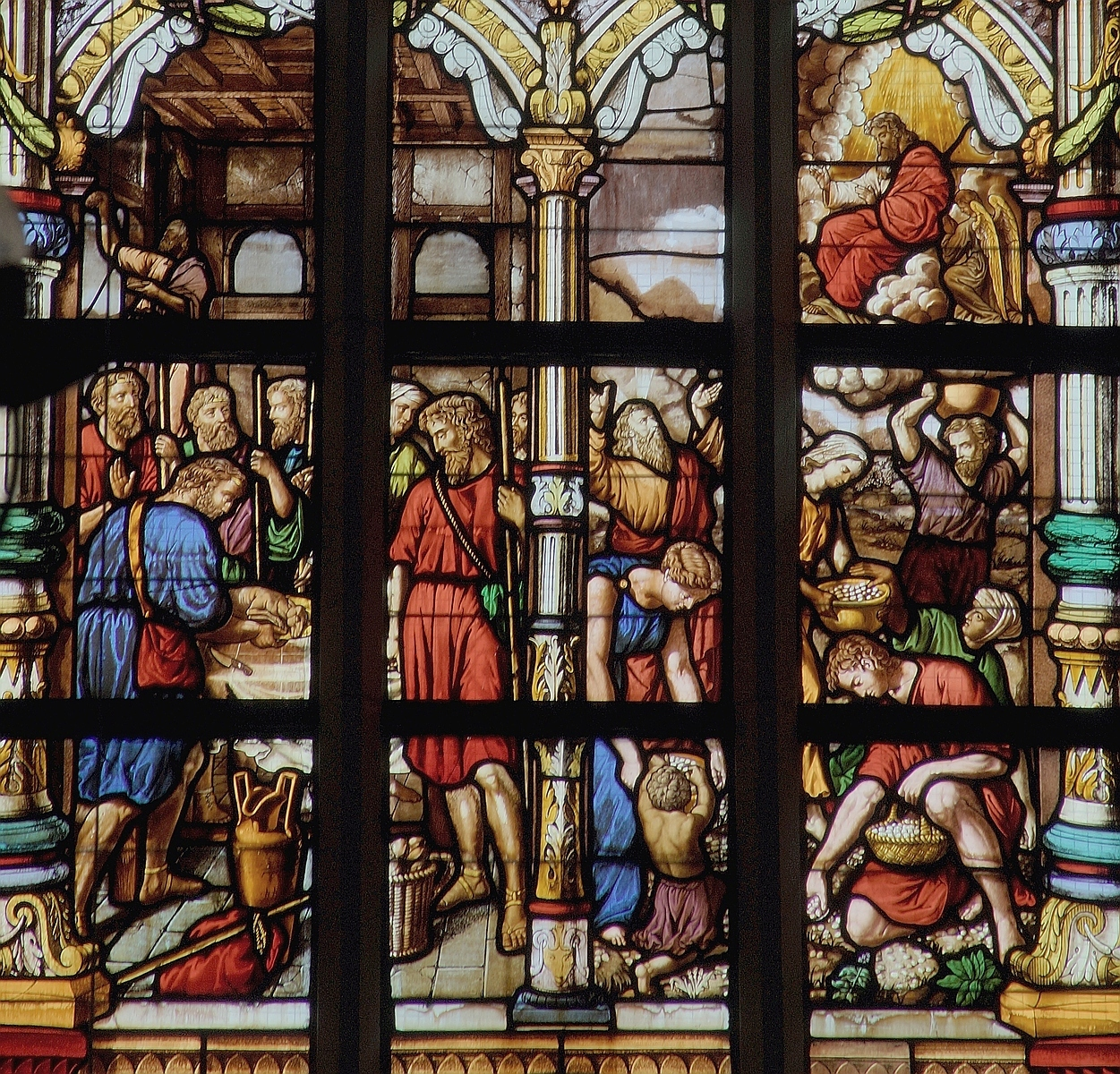
Sint-Pieterskerk (Turnhout)
Detail van het glasraam in de kruisbeuk door
Charles Lévêque.

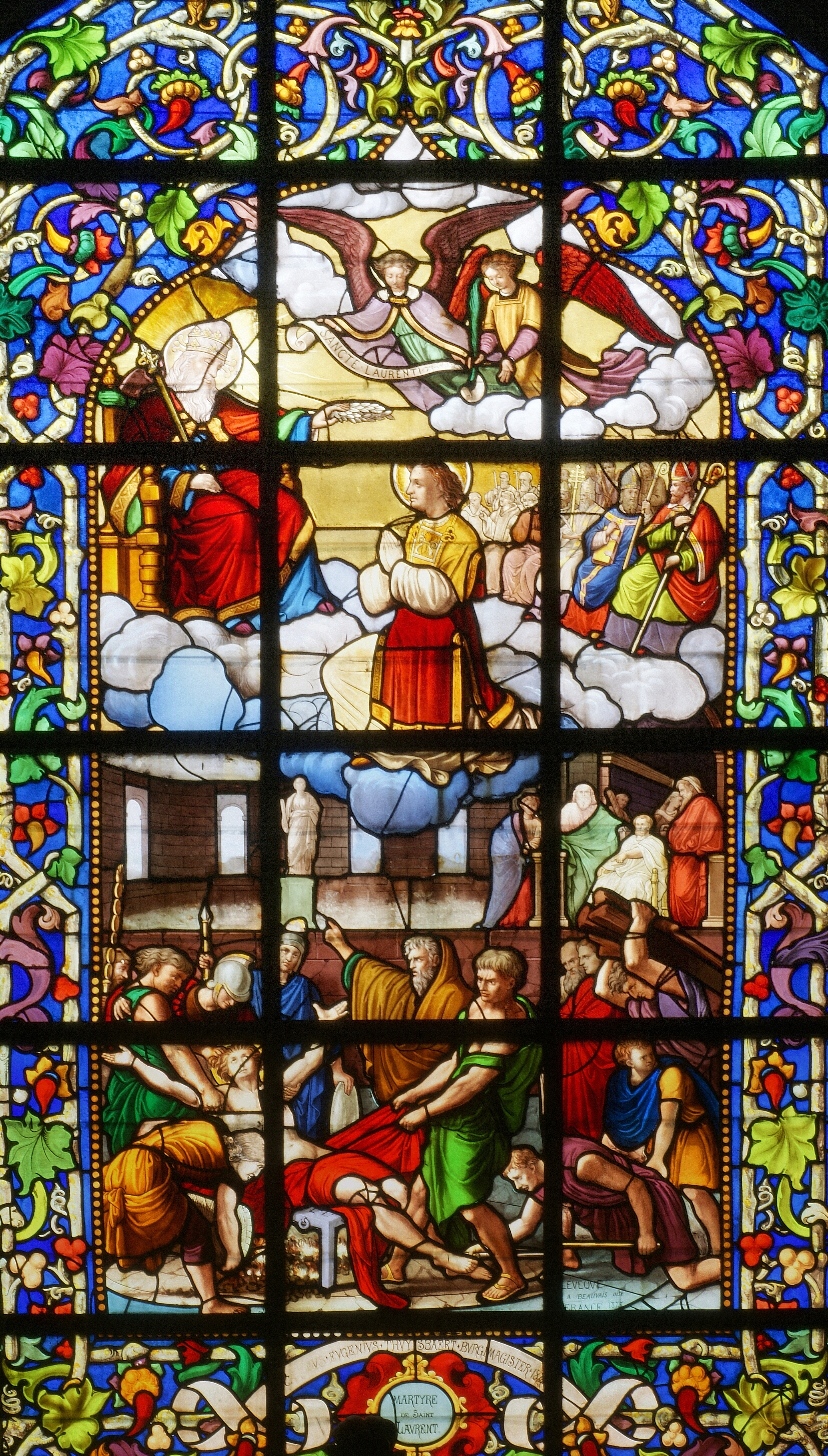
Sint-Laurentiuskerk (Lokeren)
Glasraam: "De marteling en verheerlijking van Laurentius" door Charles Lévêque (1875).

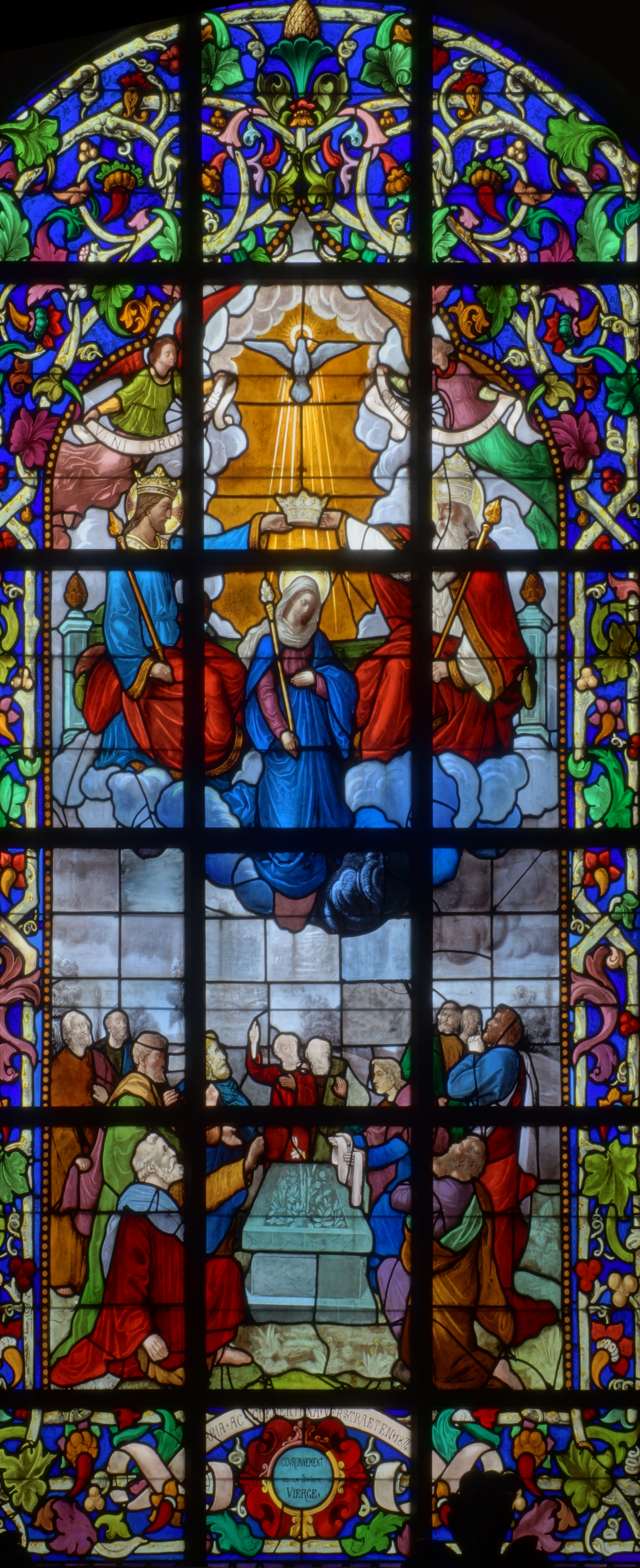
Sint-Laurentiuskerk (Lokeren)
Glasraam: "De kroning van Maria" (1875).

Charles werd geboren als buitenechtelijk kind van Olive Adélaïde Hubert, die voor haar kostwinning het beroep van naaister uitoefende in Parijs. Over zijn natuurlijke vader zijn geen gegevens bekend. Op 15 oktober 1823, ruim twee jaar na zijn geboorte, trad zijn moeder in het huwelijk met zijn voedstervader, Charles Isidore Lévêque. Charles ontving aldus, benevens de familienaam van de moeder, ook de naam van zijn pleegvader, waarmee werd voorkomen dat hij als bastaard door het leven zou moeten gaan. Alhoewel gehuwd, leefden de ouders meestal gescheiden. Lévêque was namelijk metaalbewerker in Beauvais, ver van Parijs verwijderd. Vermoedelijk leefde Charles meer bij zijn vader, want hij oriënteerde zich naar een technisch ambacht dat hij wellicht in vaders werkplaats had geleerd.
Op 27 september 1842, toen hij nog inwoonde bij zijn vader, trad Charles in het huwelijk met Maria Florentina Miller, die als bediende in een winkel werkte. Uit dit huwelijk werd een kind geboren, maar de baby overleed reeds na enkele dagen. De moeder overleed op 15 december 1855.
Charles hertrouwde met Stéphanie Petit. Getuige bij dit huwelijk was de glasschilder Hubert Joseph Henri Miller, een broer van Charles' eerste echtgenote. Het was wellicht onder invloed van deze schoonbroer, dat hij vanaf 1859 zich bekwaamde als glazenier. Uit het tweede huwelijk werd minstens twee zonen geboren: Léon Charles Stéphane (1859) en Charles Eugène (1865).
Charles Lévêque overleed in 1889 op 68-jarige leeftijd, in gezelschap van zijn echtgenote en laatstgenoemde zoon.

### Woonplaatsen, atelier en opvolging
Van Charles Lévêque zijn de volgende woonplaatsen bekend:
- 1821: Parijs, passage Saint-Pierre-Amelot (als baby, bij zijn moeder);
- 1842: Beauvais, rue Saint Jean (bij zijn vader);
- 1846, 1851: Beauvais, rue du Chariot d'Or;
- 1856: Beauvais, rue du Chariot d'Or 10 (als weduwnaar);
- ~1865: Beauvais, route de Pontoise 28 (hertrouwd).

Zijn werkplaats was van 1858 tot 1888 gelegen te Beauvais in de rue du Christ-d'Or. In 1940 ging het atelier en zijn archieven verloren in de Grote Brand van Beauvais.
In 1878 voegde Louis Koch zich als vennoot bij de onderneming. Hij volgde Charles Lévêque mettertijd op en gaf het bedrijf een internationaal allure.
Bij het overlijden van Koch in 1904 werd de firma eigendom van Houille Père et fils.

### Tentoonstellingen, prijzen en eerbetoon
In 1860 nam Lévêque deel aan een kunsttentoonstelling alwaar hij een zilveren medaille verwierf, vanwege de restauratie van de glas-in-loodramen in de kerk van Chevrières (Oise).
In 1867 en 1878 nam hij deel aan de Wereldtentoonstellingen te Parijs. Op 30 juni 1869 werd hij lid van de gemeenteraad van Beauvais. In hetzelfde jaar werd hij benoemd tot ridder in de Nationale orde van het Legioen van Eer, de hoogste onderscheiding in Frankrijk.

## Werken(Selectie)
Doordat Lévêque gedurende circa twee decennia een ander ambacht uitoefende, was hij als glazenier slechts enkele decennia actief. Desalniettemin heeft hij een groot aantal glas-in-loodramen afgeleverd.
- Amblainville, Sint-Maartenskerk (in de noordelijke zijkapel);
- Argenton-sur-Creuse, kerk van de Heilige Verlosser (in de apsis: vier glasramen met telkens twee personen);
- Beauvais, Sint-Jozefkapel;
- Dison, kerk van Sint-Fiacre;
- Groslay, Sint-Maartenskerk;
- Le Mesnil-Théribus, parochiekerk (glasraam dat Saint-Léger voorstelt);
- Le Thillay (Val d'Oise), Sint-Denijskerk (ramen die Sint-Genoveva voorstellen);
- Lokeren, Sint-Laurentiuskerk (viering, rechts: Marteldood en verheerlijking van H. Laurentius; viering, links: Kroning van Maria);
- Mauves, parochiekerk (spitsboogvensters);
- Parijs, kapel: Sint-Jozef van Cluny (glas-in-loodramen);
- Oud-Turnhout, Sint-Bavokerk (in de dwarsbeuken en het hoogkoor);
- Prissac, Sint-Maartenskerk (in de zijbeuk);
- Rijsel, kerk van St-Maurice des Champs (merendeel der ramen);
- Saint-Denis de la Réunion, kapel van de Onbevlekte Ontvangenis (drie roosvensters en twaalf vensters);
- Troyes, kerk van Sint-Jan-op-de-markt (glas-in-loodraam dat de kroning van Lodewijk de Stotteraar voorstelt);
- Turnhout, Sint-Pieterskerk (hoge glasramen in de dwarsbeuk).